# 查爾斯·萊爾
第一代從男爵查爾斯·萊爾爵士 FRS（1797年11月14日—1875年2月22日），英國地質學家、律師，是均變說的重要論述者。

## 生平
查爾斯·萊爾出生於蘇格蘭，是家裡十個小孩中的老大。萊爾的父親也叫做查爾斯，是略有名氣的植物學家，他也是第一個讓小查爾斯接觸到自然博物學的人。萊爾在牛津大學的埃克塞特學院的學業結束於1816年，接著跟隨地質學家威廉·布克蘭鑽研地質學。畢業以後他改行法律，但依舊沉浸餘地質學。他的第一篇論文發表於1822年。在1827年之前他就放棄法律，專心成為職業地質學家，他的理论多源于他前一代的地理学家詹姆斯·赫顿，但赫顿的著作极为难懂，绝大多数人是通过阅读莱尔的著作学习地理学，他因此成为当时英国最富盛名的地质学家。他的巨著《地質學原理》在他一生中出版了12次，影响巨大，達爾文在小猎犬号旅行时就携带了此书。
在1840年代，他到美國和加拿大旅行，因此寫了兩本很受歡迎的旅行與地質學書籍，一本是1845年出版的《北美之旅》（Travels in North America）和1849年出版的《再訪美國》（A Second Visit to the United States）。
他在1858年獲得科普利獎章，1866年獲得沃拉斯顿奖章。
當他死於1875年，他被安葬於西敏寺。
月球與火星上各有一座撞擊坑是以萊爾命名的。

## 職業與著作
最有名的作品是《地質學原理》（Principles of Geology）。達爾文的演化論便是受到這本書的啟發。